# 新北市立板橋高級中學
新北市立板橋高級中學（英語：New Taipei Municipal Banqiao Senior High School，縮寫PCSH），簡稱板橋高中、板中。高中部於1950年試辦，1952年正式成立中學，含高初中部，歸屬於臺灣省政府教育廳，後因臺北縣升格新北市，而改隸市立。

## 沿革
板中大事表
- 1946年：更名臺北縣立板橋初級中學
- 1950年：試辦高中部
- 1952年：更名台北縣立板橋中學
- 1952年：改隸更名(41學年度第1學期開始)台灣省立板橋中學
- 1970年：更名台灣省立板橋高級中學
- 2000年：更名國立板橋高級中學
- 2013年：更名新北市立板橋高級中學

## 班級
全校共有60班，每年級20班，其中每年級各設有19個普通班，1個數理資優班。

## 學校象徵

### 菩提精神

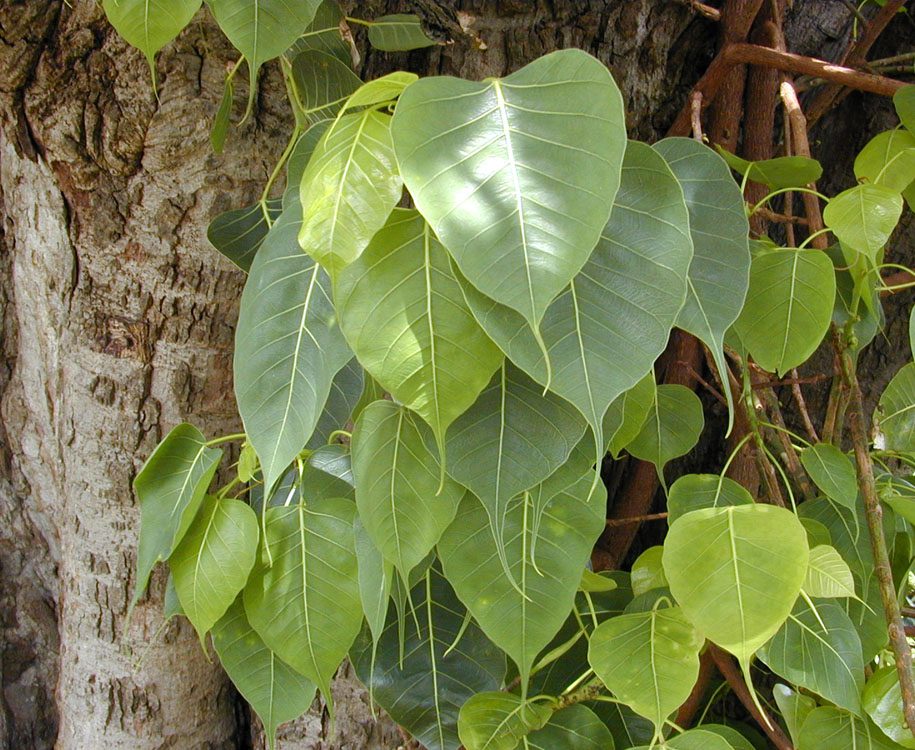
菩提樹

菩提樹為板中的精神象徵。1981年左右，校園內原有一棵巨大且古老的菩提樹，曾名列「板橋十景」。然因一次颱風摧殘，使得這兩棵菩提樹終於倒下，此事一直令當年的校友痛心。雖然最著名的老菩提樹倒下，菩提精神仍然是板中人的驕傲，並以「菩提子」自居，秉持著樹大無畏、智慧與慈悲的精神以自期。目前校園內除了後來校友所捐的多棵菩提樹外，在覺樓大牆上也可見醒目的心形菩提葉標誌。

### 校訓
板中以「忠、勤、宏、毅」作為校訓，期勉學生將精神的意義化作日常實踐行動。

## 歷屆校長
| 歷屆校長列表 | 歷屆校長列表 | 歷屆校長列表 | 歷屆校長列表 |
| ------------ | ------------ | ------------ | ------------ |
| 任別         | 任期         | 姓名         |              |
| 一           | 1946年9月    | 朱驕陽       |              |
| 二           | 1947年3月    | 吳景星       |              |
| 三           | 1948年7月    | 梅志潔       |              |
| 四           | 1952年8月    | 陳忠信       |              |
| 五           | 1954年2月    | 梁惠溥       |              |
| 六           | 1956年9月    | 張世森       |              |
| 七           | 1958年9月    | 崔德禮       |              |
| 八           | 1959年8月    | 汪洋         |              |
| 九           | 1967年7月    | 羅首庶       |              |
| 十           | 1977年8月    | 傅元湘       |              |
| 十一         | 1983年2月    | 張鎮民       |              |
| 十二         | 1990年3月    | 施明發       |              |
| 十三         | 1995年3月    | 林山太       |              |
| 十四         | 2000年7月    | 蘇秋永       |              |
| 十五         | 2004年7月    | 張輝政       |              |
| 十六         | 2012年8月    | 高栢鈴       |              |
| 十七         | 2017年8月    | 賴春錦       |              |

## 地理資訊
板橋高中位於文化路一段上，其後有板橋第二運動場，鄰近新板萬坪都會公園、新北市政府警察局板橋分局、新北板橋公車站與府中商圈。
- 位於莊敬堂前的孔子像
- 板橋高中的智樓
- 位於合群樓與風雨操場旁的pcbox
- 板橋高中的合群樓
- 位於行政大樓三樓的會議室
- 板橋高中的操場，可以看見其後的板橋第二運動場

## 外部連結
- 新北市立板橋高級中學 （页面存档备份，存于）